# Phú Đôn
Phú Đôn là nam diễn viên kịch nói và truyền hình Việt Nam, ông nổi tiếng với những vai nông dân khắc khổ, cán bộ địa phương nguyên tắc. Ông được nhà nước phong tặng danh hiệu Nghệ sĩ Ưu tú (NSƯT) năm 2019.

## Tiểu sử
Phú Đôn tên đầy đủ là Lại Phú Đôn, sinh ngày 8 tháng 3 năm 1960 tại Hà Nội, là con út trong gia đình 8 người con. Bố ông là NSƯT Lại Phú Cương, nghệ sĩ của Nhà hát Kịch Việt Nam. Ông từng học tại trường Trung học Phổ thông Chu Văn An, sau này ông thi vào hai ngành Công an và Kịch nói.

## Sự nghiệp
Khi còn nhỏ Phú Đôn từng đóng 2 vở kịch nói ở Nhà hát Kịch Việt Nam là Hoa pháo và Búp trên cành, học xong Trung học, khi chuẩn bị nộp hồ sơ thi vào ngành Công an thì ông được biết Nhà hát kịch Việt Nam tuyển lớp đào tạo diễn viên trẻ. Thế là Phú Đôn đăng ký dự tuyển và trở thành diễn viên khóa đầu tiên của Nhà hát cùng với các nghệ sĩ như Lan Hương, Đỗ Kỷ, Trọng Trinh. Vở diễn đầu tiên mà ông đóng, chính là tác phẩm tốt nghiệp Người đá lạc đội hình do NSND Doãn Hoàng Giang dựng. Phú Đôn khi đó 22 tuổi, hóa thân nhân vật phản diện gần 60 tuổi, vai diễn giúp ông đạt điểm cao, nhận nhiều lời khen của thầy cô, bạn học, mở ra sự nghiệp diễn xuất.
Sau đó ông thi đỗ Khoa Đạo diễn Đại học Sân khấu Điện ảnh nhưng lại quay về với nghiệp diễn và tham gia lồng tiếng hay làm trợ lý trường quay. Ông hoạt động tại Nhà hát cho đến khi nghỉ hưu vào tháng 5 năm 2020.
Năm 2019, nghệ sĩ Phú Đôn được nhận danh hiệu Nghệ sỹ ưu tú, sau nhiều đợt liên tiếp ông chủ động không nộp hồ sơ xét duyệt.

## Đời tư
Tháng 12 - năm 2004, qua sự mai mối của diễn viên Quế Hằng, Phú Đôn kết hôn với Đặng Hồng Vân, một người rất hâm mộ ông, lúc này ông 44 tuổi. Họ có một con trai và con gái.

## Tác phẩm

### Truyền hình
| Năm  | Tựa phim                           | Vai diễn           | Đạo diễn                                                         | Kênh        | Ghi chú              | Nguồn |
| ---- | ---------------------------------- | ------------------ | ---------------------------------------------------------------- | ----------- | -------------------- | ----- |
| 1993 | Huyền thoại mẹ                     | Trưởng ấp          | Trần Quốc Trọng                                                  | VTV         | Điện ảnh truyền hình |       |
| 1995 | Huyền thoại vườn vải               |                    | Nguyễn Khải Hưng                                                 | VTV1        | Điện ảnh truyền hình |       |
| 1996 | Ảo ảnh trắng                       |                    | Nguyễn Khải Hưng - Đặng Lưu Việt Bảo                             | VTV1        | Phim ngắn tập        |       |
| 1996 | Giấc mơ hoa                        |                    | Nguyễn Anh Thái                                                  | H1          | Điện ảnh truyền hình |       |
| 1997 | Bên kia sông                       | Quang              | Cao Mạnh                                                         | H1          | Điện ảnh truyền hình |       |
| 1998 | Sa ngã                             | Anh ruột Thắng     | Nguyễn Anh Dũng                                                  | VTV3        | Điện ảnh truyền hình |       |
| 1998 | Bỏ vợ                              |                    | Bùi Thạc Chuyên                                                  | VTV3        | Điện ảnh truyền hình |       |
| 1999 | Lên giời                           | Sung               | Phạm Thanh Phong                                                 | VTV3        | Điện ảnh truyền hình |       |
| 1999 | Đội đặc nhiệm nhà C21              | Thầy dạy nhạc      | Vũ Hồng Sơn                                                      | VTV3        | Phim ngắn tập        |       |
| 1999 | Phóng sinh                         |                    | Mạc Văn Chung                                                    | VTV3        | Điện ảnh truyền hình |       |
| 1999 | Đường tới thiên đàng               |                    | Bạch Diệp                                                        | VTV3        | Điện ảnh truyền hình |       |
| 2000 | Xuân Cồ nhà bình luận thể thao     | Xuân Cồ            | Trần Quốc Trọng                                                  | VTV3        | Điện ảnh truyền hình |       |
| 2000 | Làm mẹ                             | Bố Phi             | Trần Quốc Trọng                                                  | VTV1        | Phim ngắn tập        |       |
| 2000 | Giả sơn                            |                    | Vũ Hồng Sơn                                                      | VTV3        | Điện ảnh truyền hình |       |
| 2000 | Câu chuyện tác thành               |                    |                                                                  | VTV3        | Điện ảnh truyền hình |       |
| 2000 | Hát mãi khúc quân hành             |                    | Đặng Tất Bình, Phi Tiến Sơn                                      | VTV3        | Điện ảnh truyền hình |       |
| 2000 | Đồng quê xào xạc                   |                    | Đặng Tất Bình, Phi Tiến Sơn                                      | VTV3        | Phim ngắn tập        |       |
| 2001 | Tivi về làng                       |                    | Đặng Tất Bình                                                    | VTV1        | Điện ảnh truyền hình |       |
| 2001 | Nhớ quê                            |                    | Cao Mạnh                                                         | H1          |                      |       |
| 2001 | Kẻ không cầu may                   | Ông Trương         | Bạch Diệp                                                        | VTV3        | Phim ngắn tập        |       |
| 2002 | Mừng tuổi                          |                    | Trọng Trinh                                                      | VTV1        | Điện ảnh truyền hình |       |
| 2002 | Sang sông                          | Tuy                | Trọng Trinh                                                      |             | Điện ảnh truyền hình |       |
| 2002 | Mùa cưới                           |                    | Đỗ Minh Tuấn                                                     | VTV3        | Điện ảnh truyền hình |       |
| 2002 | Viết tiếp trang gia phả            |                    | Lê Công Hội                                                      | VTV3        | Điện ảnh truyền hình |       |
| 2002 | Bác cả người sung sướng            | Thu                | Trần Lực                                                         | VTV3        | Phim ngắn tập        |       |
| 2002 | Đất và người                       | Chu Văn Quàng      | Nguyễn Hữu Phần - Phạm Thanh Phong                               | VTV1        | Phim dài tập         |       |
| 2003 | Xuân Cồ nhà hòa giải               | Xuân Cồ            | Vũ Minh Trí                                                      | VTV1        | Điện ảnh truyền hình |       |
| 2003 | Hến ơi là hến                      | Quang              | Mạc Văn Chung                                                    | VTV3        | Điện ảnh truyền hình |       |
| 2003 | Em ở nơi nao                       |                    | Nguyễn Long Khánh                                                | VTV3        | Điện ảnh truyền hình |       |
| 2003 | Ảo vọng xe hơi                     | Tình               | Nguyễn Hữu Phần                                                  | VTV3        | Điện ảnh truyền hình |       |
| 2003 | SEA Games của Xuân Cồ              | Xuân Cồ            | Vũ Minh Trí                                                      | VTV1        | Điện ảnh truyền hình |       |
| 2004 | Thế mới là cuộc đời                | Cần                | Trọng Trinh                                                      | VTV1        | Điện ảnh truyền hình |       |
| 2004 | Tuổi thơ trở lại                   | Bố Toàn            | Đỗ Minh Tuấn                                                     | H           | Điện ảnh truyền hình |       |
| 2004 | Bảy ngày làm vợ                    | Quảng              | Hữu Mười - Phạm Quang Xuân                                       | VTV3        | Điện ảnh truyền hình |       |
| 2004 | Vẫn còn đó tình yêu                | Bác sĩ Hùng        | Trần Lực                                                         | VTV3        | Điện ảnh truyền hình |       |
| 2005 | Vượt qua thử thách                 |                    | Phi Tiến Sơn - Nguyễn Hữu Luyện - Trịnh Lê Phong                 | VTV3        | Phim dài tập         |       |
| 2005 | Đi tua thời hiện đại               | Thành "Còi"        | Vũ Hồng Sơn                                                      | VTV3        | Điện ảnh truyền hình |       |
| 2005 | Xóm gà trống                       | Sơn                | Nguyễn Danh Sơn                                                  | VTV3        | Điện ảnh truyền hình |       |
| 2006 | Xuân Cồ: Nhà thương thuyết         | Xuân Cồ            | Vũ Minh Trí                                                      | VTV3        | Điện ảnh truyền hình |       |
| 2006 | Chuyện ở tỉnh lẻ                   | Trọng              | Đỗ Chí Hướng - Hoàng Lâm                                         | VTV1        | Phim dài tập         |       |
| 2007 | Những kẻ háo ngọt                  |                    | Vũ Hồng Sơn                                                      | VTV1        | Điện ảnh truyền hình |       |
| 2008 | Đầu bếp và đại gia                 | Bếp gầy            | Trịnh Lê Phong                                                   | VTV3        | Điện ảnh truyền hình |       |
| 2010 | Thời khắc may mắn                  |                    | Trần Lực                                                         | VTV1        | Điện ảnh truyền hình |       |
| 2011 | C13 đón tết                        | Văn Bảo            | Đào Duy Phúc                                                     | VTV3        | Phim ngắn tập        |       |
| 2011 | Huyền sử thiên đô                  | Đỗ Bàn             | Đặng Tất Bình, Phạm Thanh Phong, Nguyễn Thế Vinh, Phạm Duy Thanh | VTV3        | Phim dài tập         |       |
| 2012 | Tết siêu tiết kiệm                 | Ông bán bánh chưng | Nguyễn Mạnh Hà                                                   | VTV1        | Phim ngắn tập        |       |
| 2012 | Ông tơ hai phẩy                    | Ông Chính          | Nguyễn Danh Dũng                                                 | VTV1        | Phim dài tập         |       |
| 2013 | Trò đời                            | Phó Lý             | Phạm Nhuệ Giang                                                  | VTV1        | Phim dài tập         |       |
| 2013 | Thái sư Trần Thủ Độ                | Quan trong triều   | Đào Duy Phúc                                                     | VTV1        | Phim dài tập         |       |
| 2013 | Trái tim kiêu hãnh                 | Ông Tễnh           | Nguyễn Quốc Tuấn                                                 | VTV6        | Phim dài tập         |       |
| 2014 | Bão qua làng                       | Tường              | Trần Quốc Trọng - Lê Mạnh                                        | VTV1        | Phim dài tập         |       |
| 2016 | Gia phả của đất                    | Thiển              | Trần Quốc Trọng                                                  | VTV1        | Phim dài tập         |       |
| 2016 | Hợp đồng hôn nhân                  | Ông Nghĩa          | Nguyễn Khải Hưng                                                 | VTV1        | Phim dài tập         |       |
| 2016 | Giọt nước mắt muộn màng            | Ông Đôn            | Nguyễn Danh Dũng                                                 | VTV3        | Phim dài tập         |       |
| 2019 | Nàng dâu order                     | Ông Tú             | Bùi Quốc Việt                                                    | VTV3        | Phim dài tập         |       |
| 2019 | Hoa hồng trên ngực trái            | Ông Đại            | Vũ Trường Khoa                                                   | VTV3        | Phim dài tập         |       |
| 2019 | Vương tơ                           | Ông Trường         | Nguyễn Đức Việt, Nguyễn Anh Tuấn                                 | VOV VTC1    | Phim ngắn tập        |       |
| 2020 | Trở về giữa yêu thương             | Ông Hùng           | Trịnh Lê Phong                                                   | VTV1        | Phim dài tập         |       |
| 2021 | Cây táo nở hoa                     | Chú của Ngọc       | Võ Thạch Thảo                                                    | HTV2        | Phim dài tập         |       |
| 2022 | Đấu trí                            | Ông Vinh           | Nguyễn Danh Dũng                                                 | VTV1        | Phim dài tập         |       |
| 2023 | Không ngại cưới, chỉ cần một lý do | Cụ Mão             | Bùi Quốc Việt                                                    | VTV3        | Phim dài tập         |       |
| 2023 | Tết Ở Làng Địa Ngục                | Lão ăn mày         | Trần Hữu Tấn                                                     | K+, Netflix | Phim dài tập         |       |
| 2024 | Sao kim bắn tim sao Hoả            | Ông Mạnh           | Bùi Quốc Việt                                                    | VTV3        | Phim dài tập         |       |
| 2025 | Những chặng đường bụi bặm          | Ông Đường          | Trịnh Lê Phong                                                   | VTV3        | Phim dài tập         |       |
| 2025 | Có anh, nơi ấy bình yên            | Ông Vui            | Nguyễn Danh Dũng                                                 | VTV1        | Phim dài tập         |       |

### Điện ảnh
| Năm  | Tựa phim               | Vai diễn    | Đạo diễn        | Ghi chú                            | Nguồn               |
| ---- | ---------------------- | ----------- | --------------- | ---------------------------------- | ------------------- |
| 1996 | Hai Bình làm thủy điện | Tư rận      | Trần Lực        |                                    |                     |
| 1997 | Những người thợ xẻ     | Chính       | Vương Đức       |                                    |                     |
| 2007 | Khi nắng thu về        | Tài xế Taxi | Bùi Trung Hải   |                                    |                     |
| 2009 | Chơi vơi               |             | Bùi Thạc Chuyên |                                    |                     |
| 2012 | Mùi cỏ cháy            | Bố của Long | Nguyễn Hữu Mười |                                    |                     |
| 2015 | Ma rừng                | Vi Văn Lay  | Đào Duy Phúc    | Điện ảnh Công an nhân dân sản xuất | Phim cuối tuần VTV1 |

## Kịch
| Diễn ra             | Tác phẩm                      | Vai diễn            | Ghi chú           |
| ------------------- | ----------------------------- | ------------------- | ----------------- |
| 2000-2006           | Gặp nhau cuối tuần            |                     |                   |
| 2003-               | Táo Quân VTV                  | Tiên nam, Thiên Lôi |                   |
| 2012                | Thị hến kén chồng             | Thầy Đề             |                   |
| 2017                | Táo Quân VTC                  | Nam Tào             |                   |
|                     |                               |                     |                   |
| Nhà hát Kịch Hà Nội | Bệnh sĩ                       | Thình               | Hơn 300 suất diễn |
| Nhà hát Kịch Hà Nội | Nghêu Sò Ốc Hến               | (Đàm Vĩnh) Nghêu    |                   |
| Nhà hát Kịch Hà Nội | Những chấn động còn lại       | Ông Bính            |                   |
| Nhà hát Kịch Hà Nội | Dũng sĩ Sờn - Rách (Sờn Zách) | Quá "quắt"          |                   |
| Nhà hát Kịch Hà Nội | Hồn Trương Ba da hàng thịt    | Đế Thích            |                   |
| Nhà hát Kịch Hà Nội | Dư chấn                       | Bình                |                   |
| Nhà hát Kịch Hà Nội |                               |                     |                   |
| Nhà hát Kịch Hà Nội |                               |                     |                   |

## Giải thưởng

### Cá nhân
- 2010, Huy chương bạc - Liên hoan nghệ thuật Sân Khấu về "Hình tượng người chiến sĩ Công an Nhân dân" lần 2
  - Ông Đăng - Tình quân
- 2013, Giải bạc - Liên hoan các vở diễn của tác giả "Lưu Quang Vũ"
  - Đế Thích - Hồn Trương Ba da hàng thịt
- 2015, Huy chương bạc - Cuộc thi Nghệ thuật Sân khấu kịch nói chuyên nghiệp toàn quốc
  - Thình - Bệnh sĩ
- 2015, Huy chương bạc - Liên hoan nghệ thuật Sân Khấu về "Hình tượng người chiến sĩ Công an Nhân dân" lần 3
  - Ông Bình - Dư chấn

### Giải thưởng cho tập thể
Tham gia cùng Nhà hát Kịch
| Năm tổ chức | Sự kiện                                                                             | Kết quả         | Vở diễn               | Vai diễn             | Ghi chú                     |  |
| ----------- | ----------------------------------------------------------------------------------- | --------------- | --------------------- | -------------------- | --------------------------- |  |
| 1995        |                                                                                     | Giải C          | Khúc đoạn trường      | Quan viên / Ăn mày / |                             |  |
| 1995        | Giải thưởng tác phẩm Sân Khấu 1994                                                  | Giải B          | Trần Thủ Độ           | Lính                 |                             |  |
| 1996        | Hội diễn sân khấu chuyên nghiệp toàn quốc                                           | Huy chương Vàng | Trần Thủ Độ           | Lính                 |                             |  |
| 1997        | Giải thưởng tác phẩm Sân Khấu 1997                                                  | Giải B          | Đôi mắt               | Hợp                  |                             |  |
| 2003        | Giải thưởng tác phẩm Sân Khấu 2003                                                  | Giải B          | Đi tìm điều không mất | Lái xe Thành         |                             |  |
| 2014        | Liên hoan sân khấu Trung Quốc - Asean lần 2                                         | Giải xuất sắc   | Chuyện chàng dũng sĩ  | Cây già              | Tương đương Huy chương vàng |  |
| 2015        | Liên hoan nghệ thuật Sân Khấu về "Hình tượng người chiến sĩ Công an Nhân dân" lần 3 | Huy chương Vàng | Dư chấn               | Bình                 |                             |  |
| 2016        | Giải thưởng vở diễn sân khấu 2015                                                   | Giải A          | Dư chấn               | Bình                 |                             |  |
| 2017        | Giải thưởng vở diễn sân khấu 2016                                                   | Giải A          | Kiều                  | Gã bán tơ            |                             |  |